# Rajndol
Rajndol este o localitate din comuna Kočevje, Slovenia, cu o populație de 45 de locuitori.